# Christophe de Hohenzollern-Haigerloch
Titre
Comte de Hohenzollern-Haigerloch
28 mars 1576 – 21 avril 1592
(16 ans et 24 jours)
Christophe de Hohenzollern-Haigerloch, (en allemand Kristof von Hohenzollern-Haigerloch), né à Haigerloch le 20 mars 1552, décédé au château de Haigerloch le 21 avril 1592 est Comte de Hohenzollern-Haigerloch de 1576 à 1592.

## Famille et biographie
Il est le troisième fils survivant de Charles Ier de Hohenzollern (1516-1576) et de Anne de Bade-Durlach (1512-1579). Son frère Charles et lui étudient ensemble à l'université de Fribourg-en-Brisgau puis à Bourges en France. En 1576 lors du partage des territoires sur lesquels régnait feu son père, il reçoit le Comté de Haigerloch d'une taille restreinte dans laquelle vivent seulement dix mille habitants. Il se soucie intensément de l'administration de ses terres et entreprend d'importants travaux à sa résidence de Haigerloch. Son épouse et lui sont les fondateurs de l'église de la Sainte-Trinité à Haigerloch.

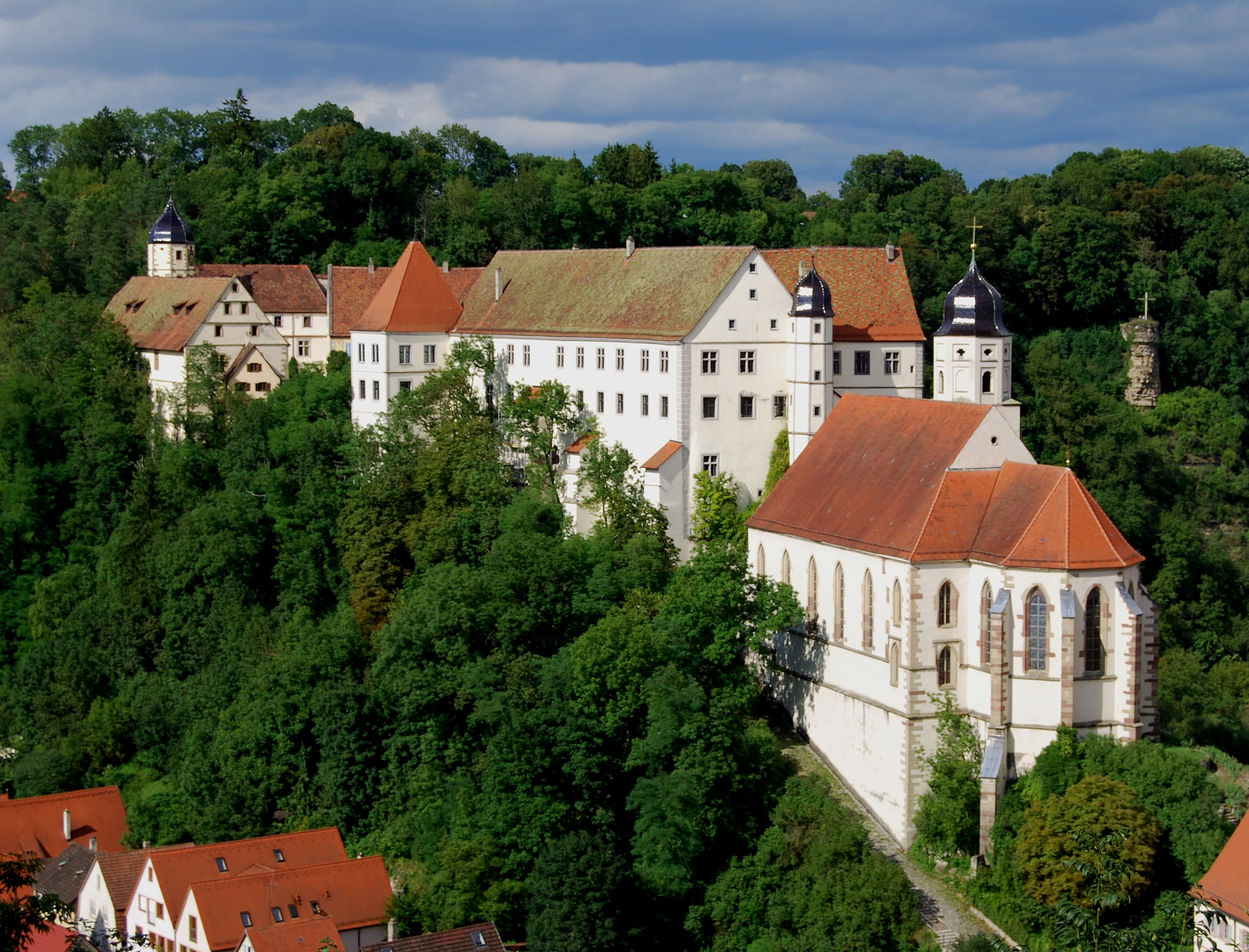
Schlosskirche Haigerloch 2010

### Mariage et descendance
Christophe de Hohenzollern-Haigerloch épouse à Sigmaringen le 19 octobre 1577 Catherine von Welsperg, décédée à Haigerloch après 1608, fille de Christophe Chevalier von Welsperg et de Dorothée Lucie von Firmian.
Six enfants sont nés de cette union :
- Marie-Salomé (Maria Salome Kunigunda) de Hohenzollern-Haigerloch (née à Haigerloch en 1578, décédée à Inzigkofen en février 1647), religieuse à Inzigkofen à partir de 1594.

- Anne (Anna Dorothea) de Hohenzollern-Haigerloch, décédée à Sigmaringen le 8 février 1647, Prieure à Inzigkofen.

- Jean-Christophe de Hohenzollern-Haigerloch, comte de Hohenzollern-Haigerloch (né à Haigerloch en 1586, y décédé le 4 décembre 1620, lequel succède à son père.

- Charles (Karl) de Hohenzollern-Haigerloch (né à Haigerloch en 1588- décédé Überlingen le 7 mars 1634) qui succède à son frère aîné.

- Sidonie (Maria Sidonia) de Hohenzollern-Haigerloch, religieuse à Söfflingen.

- Jacobée (Jakobe) de Hohenzollern-Haigerloch, décédée après 1607

## Origine de sa Maison
À la mort de Charles Ier de Hohenzollern, la principauté de Hohenzollern est divisée entre ses trois fils :
- Eitel-Frédéric Ier de Hohenzollern-Hechingen reçoit la Principauté d'Hechingen
- Charles II de Hohenzollern-Sigmaringen reçoit la Principauté de Sigmaringen
- Christophe de Hohenzollern-Haigerloch reçoit la Principauté de Haigerloch.

Christophe de Hohenzollern-Haigerloch fonde la lignée de Hohenzollern-Haigerloch qui s'éteindra dès 1634. Son fils Jean-Christophe lui succède en 1592.

## Généalogie
Christophe de Hohenzollern-Haigerloch appartient à la quatrième branche issue de la première branche de la Maison de Hohenzollern. Cette lignée appartient à la branche souabe de la dynastie de Hohenzollern.